# Paederia farinosa
Paederia farinosa är en måreväxtart som först beskrevs av John Gilbert Baker, och fick sitt nu gällande namn av Christian Puff. Paederia farinosa ingår i släktet Paederia och familjen måreväxter.
Artens utbredningsområde är Madagaskar.

## Underarter
Arten delas in i följande underarter:
- P. f. farinosa
- P. f. rosea